# 루돌프 플륙펠데르
루돌프 블라디미로비치 플륙펠데르(러시아어: Рудо́льф Влади́мирович Плюкфельдер, 독일어: Rudolf Plukfelder 루돌프 플루크펠더[*], 1928년 9월 6일~)는 소련과 러시아의 역도 선수이자 역도 코치이다. 1964년 하계 올림픽에서 금메달을 획득했으며 1959년과 1961년 세계 선수권 대회에서 우승했다.

## 생애
우크라이나에서 태어났다. 1941년에 독일군이 소련을 침략했을 때, 그의 아버지와 형은 처형되었다. 나머지 가족은 플륙펠데르가 14세 때 탄광에서 일하기 시작한 시베리아 강제 노동 수용소로 보내졌다. 광부로 일하면서 여가 시간에 레슬링을 수련하면서 1948년과 1949년에 시베리아 지역 레슬링 선수권 대회에서 우승했다.
1950년에 본격적으로 역도를 시작했으며, 키셀룝스크에서 지도자 없이 혼자 훈련했다. 1956년에 스파르타키아다 역도 부문에서 동메달을 획득했고, 1958년에는 소련 선수권 대회에서 우승을 차지했다. 이듬해인 1959년에는 소련 국가대표로 발탁되었으며, 그해부터 1961년까지 8개의 공식 세계 기록을 세웠다. 1959년 9월에 폴란드 인민공화국 바르샤바에서 열린 1959년 세계 역도 선수권 대회에서 폴란드의 이레네우시 팔린스키와 미국의 짐 조지를 누르고 금메달을 획득했다.
1990년대 초에 가족들과 리투아니아로 이주했다가 독일 카셀로 이주했다.